# Сток Гіффорд
Сток Гіффорд (англ. Stoke Gifford) — село та парафія в Південному Глостерширі, на північний схід від Брістоля, Англія. За переписом 2001 року в ньому проживало близько 11 000 жителів, а за переписом 2011 року – 15 494. Тут розташовані залізнична станція Bristol Parkway і депо Stoke Gifford на залізничній лінії Лондон-Південний Уельс, а також брістольські офіси компанії Aviva, яка придбала Friends Life у 2015 році, Hewlett-Packard та Університету Західної Англії. Парафія включає сусідні Літл-Сток, Гаррі-Сток і Сток-Парк. Парафія межує з Філтоном на південному заході, Печвеєм на північному заході, Бредлі Стоуком на півночі та Вінтерборном і Гембруком на сході. На південь від Сток-Гіффорд проходить Брістольська кільцева дорога, на південь від якої велика зелена зона, відома як «Зелені легені», тягнеться до внутрішньої частини міста Сент-Вербург.

## Управління
Територія входить до виборчого округу Сток Гіффорд. Цей район починається на сході в Вінтерборні. Загальна кількість населення району за переписом 2011 року становила 15 494 особи.